# Tipula (Schummelia) rhombica
Tipula (Schummelia) rhombica is een tweevleugelige uit de familie langpootmuggen (Tipulidae). De soort komt voor in het Oriëntaals gebied.